# Довга (Орловська область)
Довга (рос. Долгая) — присілок у Залегощенському районі Орловської області Російської Федерації.
Населення становить 48 осіб. Входить до муніципального утворення Нижнєзалегощенське сільське поселення.

## Історія
Населений пункт розташований у межах Чорнозем'я та історичного Дикого Поля. Від 13 червня 1934 року після ліквідації Центрально-Чорноземної області населений пункт увійшов до складу новоствореної Курської області.
З 27 вересня 1937 року в складі новоствореної Орловської області.
Від 2013 року входить до муніципального утворення Нижнєзалегощенське сільське поселення.

## Населення
| 2010 |
| ---- |
| 48   |